# Иван Царевич и Серый Волк (мультфильм)
«Иван Царевич и Серый Волк» — российский полнометражный анимационный фильм, который вышел в прокат 29 декабря 2011 года, От создателей мультфильма Три Богатыря,, лидер российского кинопроката 2012 года. Является первым мультипликационным фильмом, написанным «Квартетом И».
Несмотря на название, мультфильм не является экранизацией одноимённой русской народной сказки. Мультфильм собрал в России и странах СНГ, по данным Forbes, $29 млн при бюджете $7,5 млн. Прибыль студии при этом составила $4,5 млн. Ранее вышла одноимённая игра от 1С. В конце 2013 года вышел сиквел этого фильма — «Иван Царевич и Серый Волк 2». В начале 2016 года вышла 3-я часть. 4-я часть вышла 26 декабря 2019 года, 5-я вышла 29 декабря 2022 года, а 6-я — 26 декабря 2024 года.
Телевизионная премьера мультфильма состоялась на «Первом канале» 31 декабря 2012 года.

## Сюжет
В начале мультфильма Серый Волк (он же просто Волк), рассказывает о Тридевятом царстве, о царе-батюшке, на государственной службе у которого состоит, показывает дуб и чёрного, учёного Кота, который «идёт направо — песнь заводит»… ну, и так далее. Дочь царя, Василиса, категорически отвергает все отцовские намёки на тему поскорее уже выйти замуж, желая сделать это только по любви, а первый министр вместе со зловещей Тенью плетёт заговор, цель которого — добыть некий ключ, однако этот ключ царь постоянно носит при себе.
Тем временем в соседнем Тридесятом живёт простой парень Иван, его главная мечта — сделаться пожарным, на почве чего у него происходит конфликт с царём-императором, мечтающим о пышных и ежедневных военных парадах. В гневе царь-император выставляет Ивана вон из царства, утром тот уходит, решив попытать счастья за границей в других царствах. Но перед уходом случайно обижает поросёнка, после чего разгневанная мать-свинья отправляет Ивана в свободный полёт прямиком в Тридевятое царство.
Министр вместе с Тенью всю ночь пугают царя жуткими шумами, внушая ему мысль поскорее выдать дочку замуж, и тем самым обзавестись надёжным преемником. Но вместо того, чтобы, согласно плану, сразу взять в зятья министра, царь решает сначала поговорить с Василисой. Между ними происходит ссора, в сердцах царь говорит дочери: «Вот тебе моё царское слово — выйдешь замуж за первого встречного!». Сказано — сделано: буквально тут же с неба сваливается Иван, по случайности оказавшись тем самым первым встречным. Однако, проверив потенциального жениха, у которого ни благородного происхождения, ни имущества нет, царь надеется отменить своё решение, пожалев чувства дочери.
На собственной свадьбе Иван и Василиса влюбляются друг в друга с первого взгляда; не знающий об этом царь посылает Ивана искать «то, не знаю что», пригрозив ему смертной казнью в случае невыполнения задания. Решительно настроенный Иван вместе с Волком, который уже стал ему другом, отправляется на поиски. По совету Кота герои ныряют в волшебный колодец, и оказываются в заснеженном лесу, где живут злодеи из разных сказок. Хитростью добыв у Бабы-Яги волшебный клубочек, указывающий дорогу, а у Кощея Бессмертного — необходимые сведения, Иван с Волком находят «то, не знаю что» у Змея-Горыныча. Тот поначалу хочет съесть друзей, поскольку представляет собой зло, но героям удаётся перетянуть его на сторону добра.
В Тридевятом министр крадёт у царя желанный ключ, находит в тайнике шапку-невидимку, и надевает её на Тень. Тень становится человеком, и начинает засасывать в себя физические оболочки царя, и других граждан, с каждым разом становясь всё больше в размерах и сильнее. Кот ныряет в колодец, находит Ивана с Волком, и рассказывает им о том, что делается в их царстве. Вместе герои придумывают план победы над врагом: сорвать с Тени шапку. При помощи подобревшего Горыныча им удаётся это сделать, но дворец оказывается в огне, а вместе с ним и Василиса. Иван исполняет заветную мечту, выносит любимую из огня на руках, и они целуются.
Царь одобряет любовь дочери и Ивана, и устраивает новую свадьбу, на которой Кот учёный поёт голосом Боярского.

## Роли озвучивали
| Актёр              | Роль                                           |
| ------------------ | ---------------------------------------------- |
| Никита Ефремов     | Иван Царевич                                   |
| Артур Смольянинов  | Серый Волк / Волк в теле суслика               |
| Татьяна Бунина     | Василиса                                       |
| Михаил Боярский    | Кот учёный                                     |
| Иван Охлобыстин    | Царь                                           |
| Виктор Сухоруков   | Первый министр                                 |
| Александр Боярский | Дух (тень) / звук «Тьфу!»                      |
| Елена Шульман      | Русалка / женщина с вёдрами / женщина в пожаре |
| Кристина Асмус     | Белочка                                        |
| Лия Ахеджакова     | Баба-Яга                                       |
| Сергей Русскин     | Кощей                                          |
| Сергей Гармаш      | Змей Горыныч                                   |
| Олег Куликович     | Волшебный клубок / старшина / богатыри         |
| Константин Бронзит | Царь Император                                 |
| Анатолий Петров    | Повар / горожанин                              |

## Издание
- В мае 2012 года издавался на DVD компанией «Мистерия звука».

## Награды
- 2012 — XVI Всероссийский фестиваль визуальных искусств в «Орлёнке» — Лучший полнометражный фильм[5].
- 2013 — Открытый Российский фестиваль анимационного кино в Суздале — Лучший полнометражный фильм[6].

Памятные монеты Банка России 2022 года